# Raffaele Rinaldi
Pour les articles homonymes, voir Rinaldi.
Raffaele Rinaldi, né à San Fili, commune italienne de la province de Cosenza dans la région Calabre en Italie, est un peintre italien du XVIIIe siècle actif principalement en Calabre.

## Biographie
Raffaele Rinaldi a vécu dans sa ville natale. Peintre autodidacte et renommé, il a décoré de nombreuses églises.

## Œuvres
- Déposition de la croix, église del Ritiro à San Fili.

## Sources
- (it) Site de la ville de San Fili